# Антъни Тролъп
Антъни Тролъп (на английски: Anthony Trollope; 24 април 1815 – 6 декември 1882) е английски писател от викторианската епоха.
Сред най-известните му творби е поредицата от романи, известна като „Барсетширски хроники“, действието в която се развива във въображаемия окръг Барсетшир. Тролъп също така пише романи по политически, социални и свързани с пола въпроси, както и други актуални теми.
През шейсет и седемте си години Антъни Тролъп пише над 40 романа.

### Цикъл: Барсетшърски хроники
- The Warden (1855)
- Barchester Towers (1857)
Барчестърски кули, изд.: Народна култура, София (1985), прев. Борис Стоянов
- Doctor Thorne (1858)
- Framley Parsonage (1861)
- The Small House at Allington (1864)
- The Last Chronicle of Barset (1867)

### Цикъл: Семейство Палисър
- Can You Forgive Her? (1864)
Ще можеш ли да и простиш, изд.: Славчо Николов и сие, София (1994), прев. Лора Тодорова, Светлана Хицова
- Phineas Finn (1869)
- The Eustace Diamonds (1873)
- Phineas Redux (1874)
- The Prime Minister (1876)
- The Duke's Children (1879)

### Други
- The Macdermots of Ballycloran (1847)
- The Kellys and the O'Kellys (1848)
- La Vendée (1850)
- The Three Clerks (1858)
- The West Indies and the Spanish Main (пътепис) (1859)
- The Bertrams (1859)
- Castle Richmond (1860)
- Tales of All Countries--1st Series (разкази) (1861)
- Tales of All Countries--2nd Series (разкази) (1863)
- Tales of All Countries--3rd Series (разкази) (1870)
- Orley Farm (1862)
- North America (пътепис) (1862)
- Rachel Ray (1863)
- Miss Mackenzie (1865)
- Hunting Sketches (sketches) (1865)
- Travelling Sketches (sketches) (1866)
- Clergymen of the Church of England (sketches) (1866)
- The Belton Estate (1866)
- The Claverings (1867)
- Nina Balatka (1867)
- Linda Tressel (1868)
- He Knew He Was Right (1869)
- Did He Steal It? (пиеса) (1869)
- The Struggles of Brown, Jones, and Robinson (1870)
- The Vicar of Bullhampton (1870)
- An Editor's Tales (разкази) (1870)
- The Commentaries of Caesar (school textbook) (1870)
- Sir Harry Hotspur of Humblethwaite (1871)
- Ralph the Heir (1871)
- The Golden Lion of Granpère (1872)
- Australia and New Zealand (пътепис) (1873)
- Harry Heathcote of Gangoil (1874)
- Lady Anna (1874)
- The Way We Live Now (1875)
- The American Senator (1877)
- Is He Popenjoy? (1878)
- South Africa (пътепис) (1878)
- How the 'Mastiffs' Went to Iceland (пътепис) (1878)
- John Caldigate (1879)
- An Eye for an Eye (1879)
- Cousin Henry (1879)
- Thackeray (criticism) (1879)
- Life of Cicero (биография) (1880)
- Ayala's Angel (1881)
- Doctor Wortle's School (1881)
- Why Frau Frohmann Raised Her Prices and other Stories (разкази) (1882)
- Lord Palmerston (биография) (1882)
- The Fixed Period (1882)
- Kept in the Dark (1882)
- Marion Fay (1882)
- Mr. Scarborough's Family (1883)
- An Autobiography (автобиография) (1883)
- The Landleaguers (unfinished novel) (1883)
- An Old Man's Love (1884)
- The Noble Jilt (пиеса) (1923)
- London Tradesmen (sketches) (1927)
- The New Zealander (есе) (1972)